# فيرجينيا لويز تريمبل
فيرجينيا لويز تريمبل (بالإنجليزية: Virginia Louise Trimble)‏ هي أستاذة جامعية وعالمة فلك أمريكية، ولدت في 15 نوفمبر 1943 في لوس أنجلوس في الولايات المتحدة.